# Antoni Maria Llopis Galofré
Antoni Maria Llopis Galofré fou un empresari químic i polític català. El gener de 1946 fou nomenat pel ministre de la governació Alberto Martín Artajo president de la Comissió Gestora de la Diputació de Barcelona, càrrec que ocupà fins a abril de 1949. Alhora fou procurador en Corts a les eleccions de 1946. La seva capacitat de maniobra política, però, era nul·la, ja que tota l'activitat era fiscalitzada pel governador civil Eduardo Baeza y Alegría. Durant el seu mandat formà una comissió encarregada de traslladar al ministre Martín Artajo l'oposició de la Diputació al projecte de Llei de Bases de Règim Local perquè ocasionava un descens important dels seus ingressos econòmics.
Representant dels sector industrial català, fou també president de la Cambra d'Indústria de la Cambra Oficial de Comerç, Indústria i Navegació de Barcelona de 1944 a 1954. Va formar part de la Comissió per a solucionar el conflicte de la vaga de tramvies de 1951.